# Bernsdorf (Schönewalde)
Bernsdorf ist ein Ortsteil der Stadt Schönewalde im Landkreis Elbe-Elster in Brandenburg.
Der Ort liegt südwestlich der Kernstadt Schönewalde an der B 101, in die nördlich die B 187 und südlich die B 87 einmündet. Die Landesgrenze zu Sachsen-Anhalt verläuft unweit westlich. Südwestlich fließt die Schwarze Elster, ein rechter Nebenfluss der Elbe. Westlich – im Landkreis Wittenberg – erstreckt sich das etwa 212 ha große Naturschutzgebiet Alte Elster und Rohrbornwiesen.

## Sehenswürdigkeiten

### Baudenkmale
In der Liste der Baudenkmale in Schönewalde sind für Bernsdorf drei Baudenkmale aufgeführt:
- die neoromanische Dorfkirche, eine Saalkirche aus Ziegeln (massiv und verputzt), erbaut 1908/09; zum Baudenkmal gehört das Kriegerdenkmal an der Nordseite der Kirche
- ein Wohnhaus, erbaut Anfang des 20. Jahrhunderts (Kremitzstraße 21)
- ein Wohnhaus, erbaut 1909 (Kremitzstraße 23)